# Program Eněrgija-Buran
Program Buran (rusky Бура́н, "Bouře" ) byl sovětský a později ruský opakovatelně použitelný projekt kosmoplánu, který začal v roce 1974 v Ústředním aerohydrodynamickém institutu v Moskvě a formálně byl ukončen v roce 1993 Borisem Jelcinem pro nedostatek peněz a kvůli složité politické situaci.
Sovětský program stavby kosmoplánů MKS (Mnogorazovaja Kosmičeskaja Sistěma, Vícenásobný kosmický systém) začal jako odpověď na americký kosmický program Space Shuttle. Byl to největší a nejdražší program sovětské kosmonautiky. V rámci programu byly kromě kosmoplánu vyvinuty i nosná raketa Eněrgija a letoun Antonov An-225 schopný přepravovat Eněrgiju i samotný kosmoplán. V roce 1988 se uskutečnil první (a poslední) kosmický let kosmoplánu Buran. 

## Technické specifikace

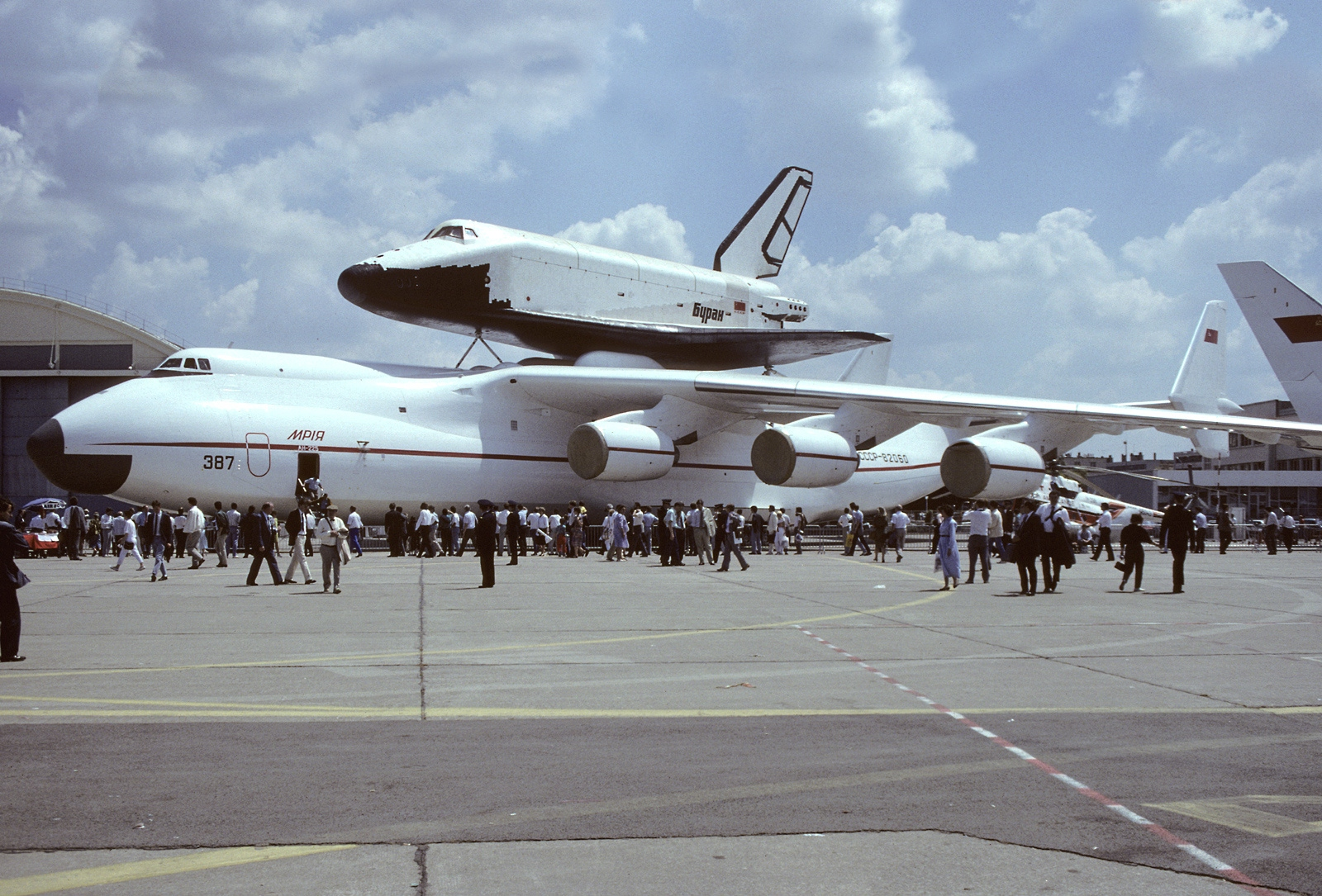
Buran OK-1K1 na aeroshow v Paříži

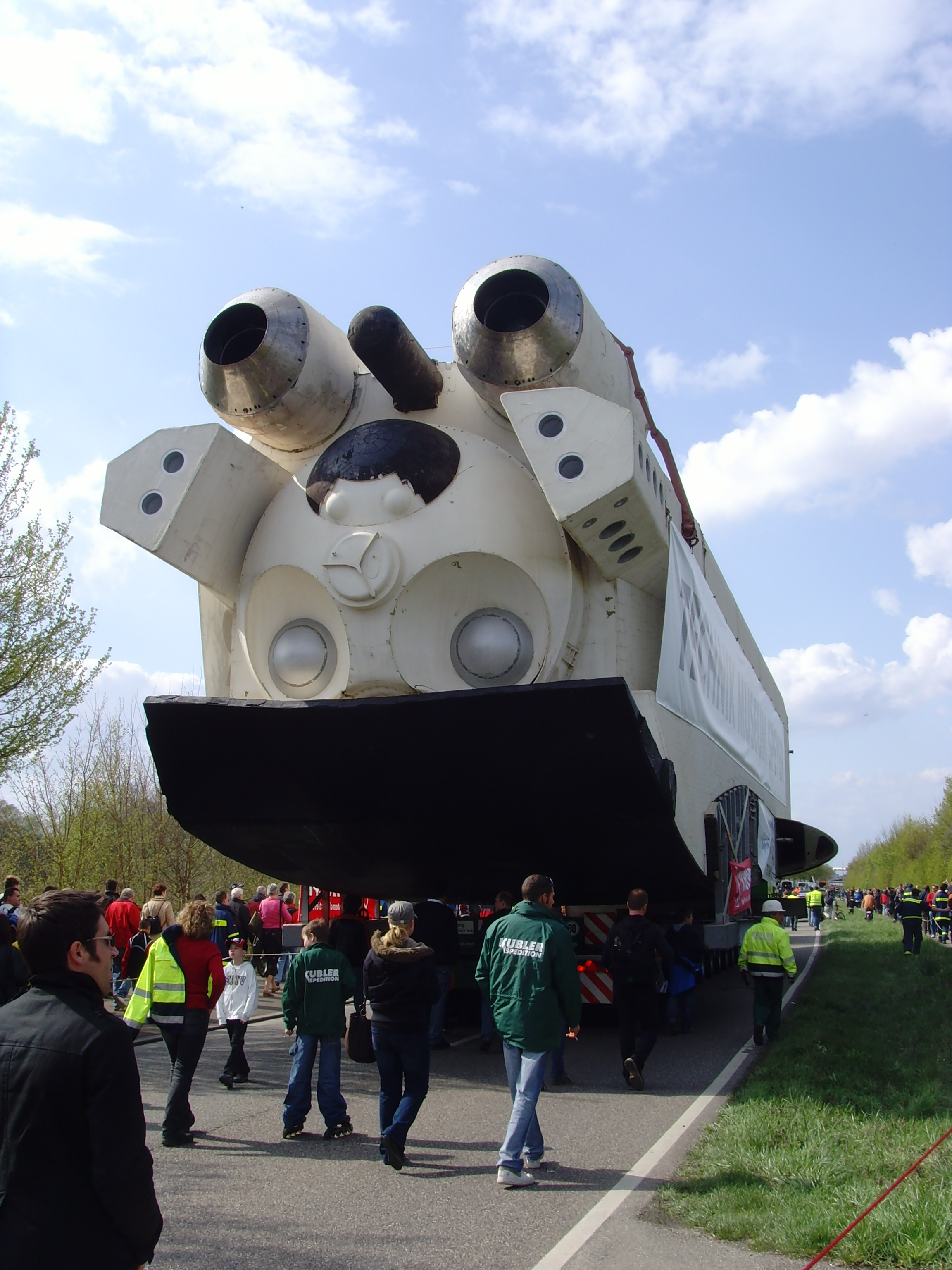
Zadní část Buranu OK-GLI

Oproti americkému programu STS měl program MKS jasnou výhodu v tom, že kosmoplán byl vyvíjen nezávisle na nosné raketě. Ta tedy mohla vynášet do vesmíru libovolný náklad a kosmoplán mohl letět na jakékoliv raketě s odpovídající nosností. Kosmoplán se také výrazně odlehčil díky absenci velkých motorů v zadní části a jednodušší kostře, která nemusela přenášet tah motorů na externí nádrž, jako tomu bylo u raketoplánů. Kosmoplány užívaly jako palivo pro orientační a manévrovací motory směs sintinu (účinnější verze kerosinu) a LOXu.
Kosmoplán měl být schopen přistát na jakékoli letištní dráze s dostatečnou délkou, ačkoliv by při tom došlo k jeho poškození. Jeho konstrukce byla totiž vyrobena ze slitiny D16, která se při dlouhodobém opakovaném vystavování vysokým teplotám stávala křehkou. Kosmoplány proto měly 14 uzavíratelných větracích šachet na chlazení konstrukce, z toho však 7 muselo být ve výšce 400 metrů nad zemí uzavřeno, protože nebyly vybaveny prachovým filtrem. Pokud ovšem nebyl kosmoplán do 8 minut od přistání napojen na speciální ventilační jednotku, došlo k nevratnému poškození konstrukce i tak.

## Historie
Program MKS vznikl jako odpověď na americký program STS. Ten měl zvýšit maximální hmotnost nákladu vynášeného USA do vesmíru ze 150 asi na 1800 tun a směrem zpět z 0 na 900 tun ročně (čehož nebylo nikdy dosaženo). Plná jedna třetina hmotnosti byla vyhrazena pro Ministerstvo obrany, a tak se sovětské špičky začaly obávat možné vojenské převahy ve vesmíru ze strany USA. Hlavní sovětský konstruktér Valentin Gluško se nejprve stavěl k programu odmítavě, avšak jeho názor nebyl nakonec rozhodující. Sovětská armáda chtěla mít kosmoplány jednoduše proto, že NASA měla raketoplány.
V prvotních plánech měl kosmoplán jen velmi malá křídla a kuželovitý tvar. Kvůli malým manévrovacím schopnostem a velké sestupné rychlosti bylo ale rozhodnuto tvarově se přiblížit americkým raketoplánům. Jako první přišel návrh na letoun-raketoplán OK-120, který měl i velké motory a byl proto zamítnut. Druhý návrh, OK-92 byl již takřka shodný s finální verzí. Ta se od něj lišila absencí záchranných motorů na tuhá paliva.
Prvním a zároveň poslední let kosmoplánu Buran byl úspěšný, avšak k použitelnosti stroje pro lety s lidskou posádkou měl ještě daleko. Zpožďoval se vývoj palivových článků nebo systémů zajišťování životních podmínek na lodi.
Při ekonomické krizi v Sovětském svazu to byl právě program MKS, který byl jako jeden z prvních zastaven. Ukázala se tak naprostá nepotřebnost tohoto programu, protože jakýkoliv úkol bylo možné udělat levněji, jednodušeji a rychleji se stávajícími systémy. Definitivním koncem ruských a sovětských kosmoplánů byl prezidentský dekret Borise Jelcina z 30. června 1993, který zrušil program MKS.

## Raketoplány a testovací modely

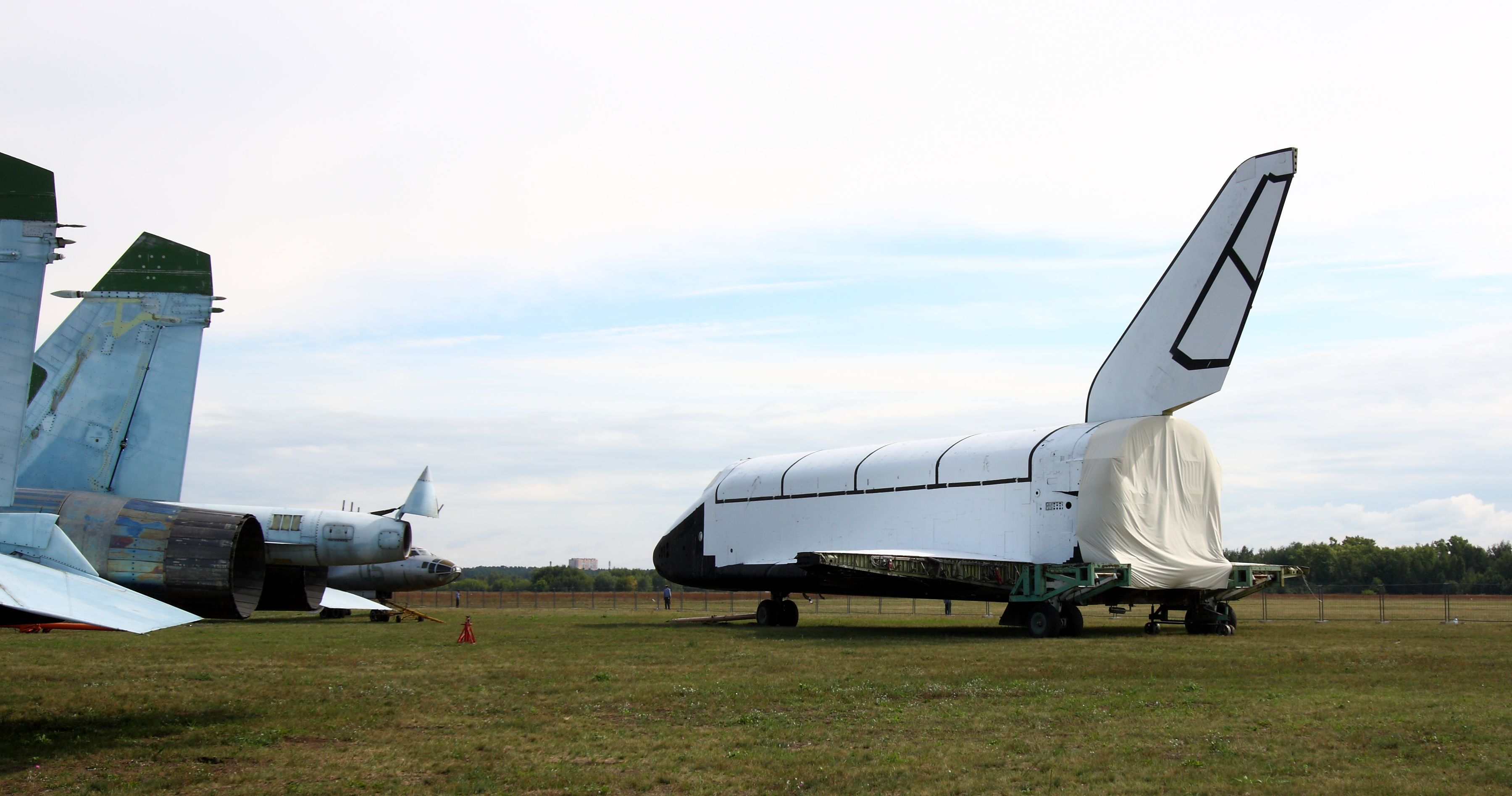
Buran 2.01 na letišti u Moskvy

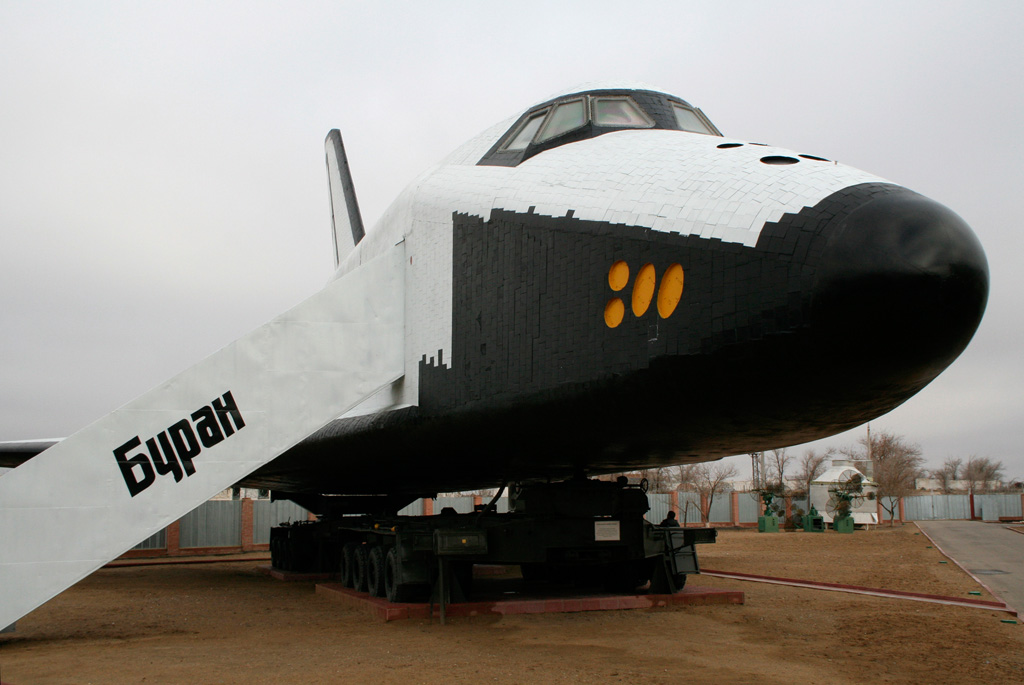
Buran OK-M v Bajkonurském muzeu

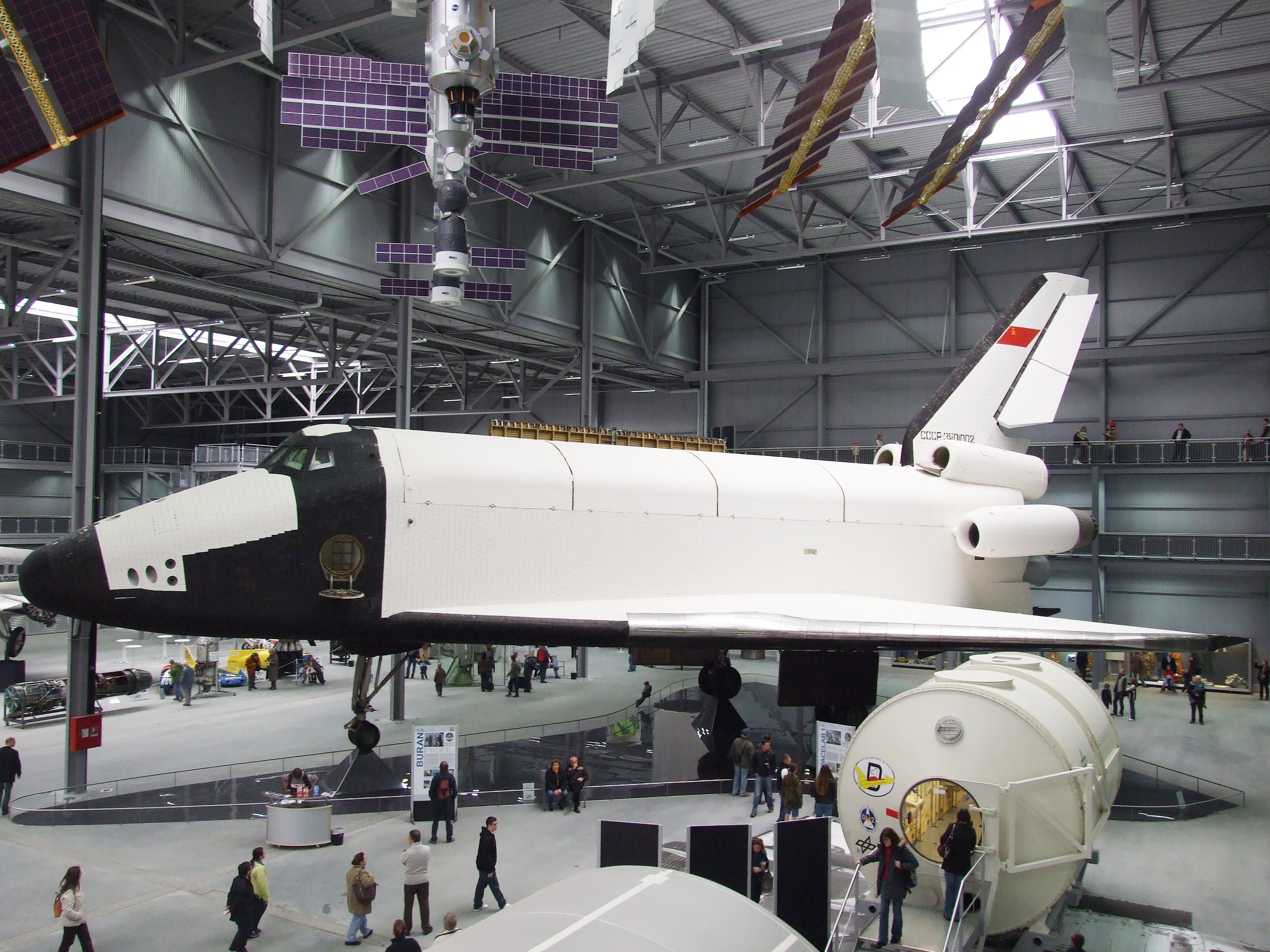
Buran OK-GLI v Technickém muzeu Speyer, Německo

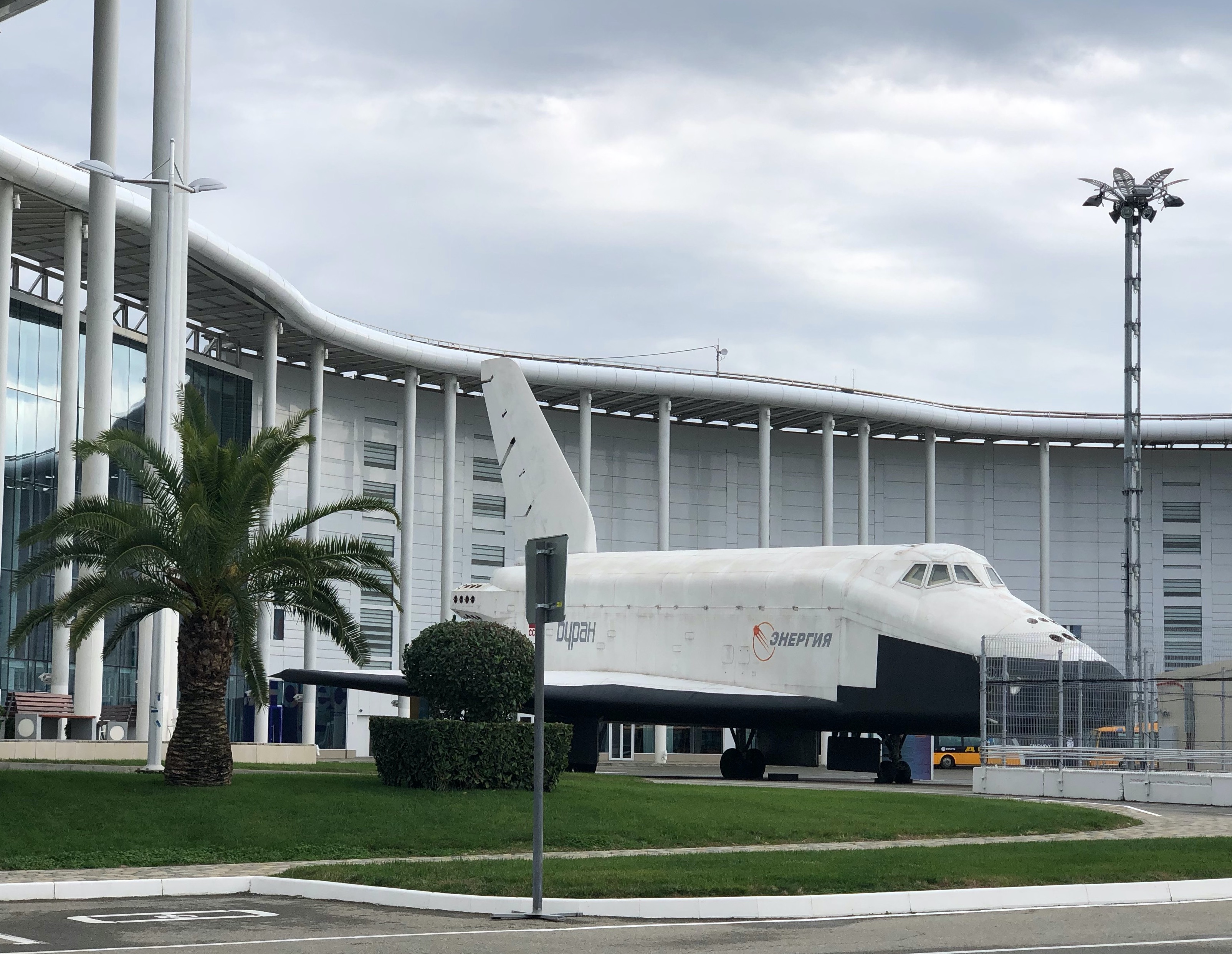
Buran OK-KS ve Vědeckém centru Sirius v Soči

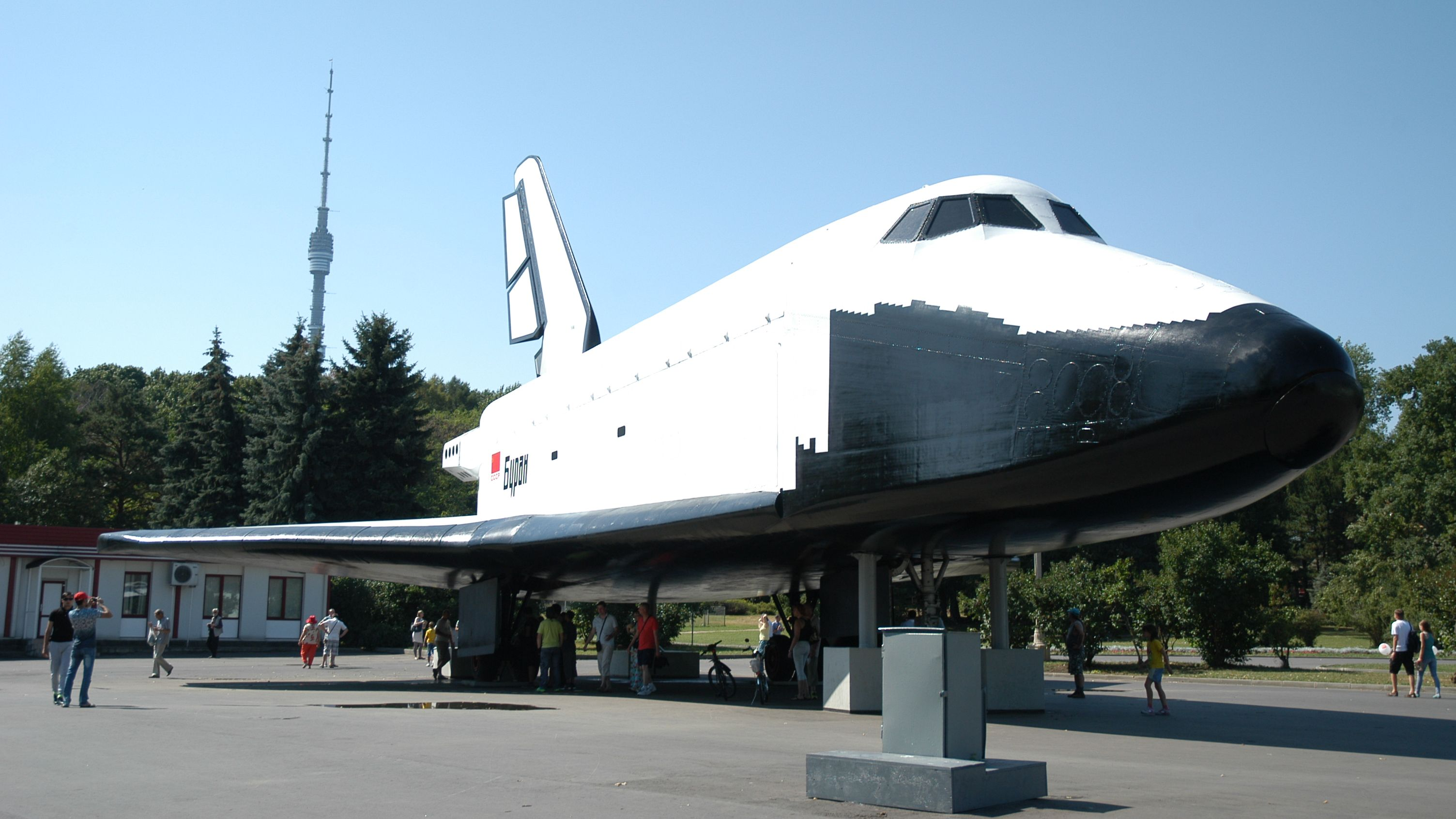
Buran OK-TVA na výstavišti VDNCh v Moskvě

Kosmoplánů schopných letu do vesmíru mělo být 5, z toho 3 pro pilotované a 2 pro bezpilotní lety a dále osm testovacích modelů. Přesný počet všech exemplářů i částí je dnes téměř nemožné spočítat. Jejich dnešní využití je různé – slouží jako muzejní exponát, restaurace či jen tak stojí v hangáru.

### Raketoplány
- OK-1.01 (1K1) Buran – Jediný exemplář, který se dostal do vesmíru. Byl vyroben v roce 1986. Jeho start se uskutečnil 15. listopadu 1988. Na jeho palubě nebyla posádka, let byl plně automatický. Po dvou obletech země přistál na přistávací dráze na kosmodromu Bajkonur. V roce 1989 se na hřbetu letounu Antonov An-225 ukázal na aeroshow v Paříži. Byl uložen v Bajkonurském hangáru. 13. května 2002 se po větrné smršti propadla střecha hangáru, 8 lidí zemřelo a kosmoplán byl podle některých informací zničen.[1] 
obrázek zde

- OK-1.02 (1K2) Ptička – Vyroben v roce 1988 a dokončen z 95 až 97 %, měl i systém zajištění životních podmínek pro posádku. Plánovaný start s posádkou v roce 1992 byl zrušen. Po rozpadu Sovětského svazu také přešel do vlastnictví Kazachstánu. Dodnes je uložen spolu s modelem OK-MT v Bajkonurském hangáru. 
obrázek zde

- OK-2.01 (2K1) Bajkal – Raketoplán z roku 1990, byl dokončen z 50 %. Byl uložený v parku Chimki v Moskvě, kde chátral. V roce 2011 byl rekonstruován, ukázal se na aeroshow MAKS a nyní je vystaven na letišti Žukovskij u Moskvy. Koordináty jsou: 55°34'16"N 38°8'35"E 
obrázek zde

- OK-2.02 – Dokončen z 10–20 %. Byl částečně rozebrán a uložen v továrně Tušino blízko Moskvy. Některé části se prodávaly na internetu. 
obrázek zde

- OK-2.03 – Vše co se stihlo zkonstruovat, bylo rozebráno.

### Testovací modely
- OK-M (OK-1M) – Testovací model raketoplánu se třemi motory v zadní části, určený byl pro testování pevnosti za letu. Měl mít hmotnost 120 tun i s 30 tunami nákladu. Nyní je vystavený v muzeu v Bajkonuru. 
obrázek zde

- OK-GLI (OK-2M) – Prototyp pro nacvičování přistání z roku 1982 dokončil 25 testovacích letů. Dnes je vystaven v leteckém muzeu ve Špýru v Německu. 
obrázek zde

- OK-KS (OK-3M) – Prototyp pro elektrické a elektromagnetické testování. Byl uložen v továrně Energia v Korolevu blízko Moskvy. obrázek zde Od roku 2017 je vystaven ve Vědeckém centru Sirius v Soči.

- OK-MT (OK-4M) – Sloužil k rozvoji technických a provozních příruček, zkoušení vstupu posádky a způsob jejího připojení s raketou. Je uložený spolu s raketoplánem OK-1K2 v hangáru v Bajkonuru.
obrázek zde

- OK-5M – Jen přední části trupu používané pro testování vibrací a tepelných zkoušek. Rozebráno, části použité pro OK−TVA.

- OK-TVI (OK-6M) – Jen střední část trupu nákladového prostoru použitý pro vakuové a tepelné zkoušky pro životního prostředí posádky. Uložen je v testovacím zařízení Fkp Nic Rkp u Moskvy. 
obrázek zde

- OK-TVA (OK-7M) – Strukturní zkušebního model: zatížení, zahřívání a vibrace. Byl přeměněn na turistickou atrakci v Gorkého parku v Moskvě. Od července 2014 je vystaven v moskevkém výstavišti VDNCh (ВДНХ, „Výstaviště úspěchů národního hospodářství“).

- OK-8M – Testovací modul kabiny. Dnes je uložen v moskevkém FNKC (ФНКЦ, „Federální vědecké a klinické centrum“).